# Interprétation de langues

Interprètes de conférence en cabine dans l'hémicycle du Parlement européen

Pour les articles homonymes, voir Interprétation.
 (juin 2016).
Si vous disposez d'ouvrages ou d'articles de référence ou si vous connaissez des sites web de qualité traitant du thème abordé ici, merci de compléter l'article en donnant les références utiles à sa vérifiabilité et en les liant à la section « Notes et références ».
 (juillet 2017).
L'interprétation est le service dont le but est de permettre la communication verbale entre des personnes de langue différente. L'interprétariat est le métier des interprètes qui exercent cette fonction.
À la différence des traducteurs qui travaillent sur l'écrit, les interprètes doivent restituer aussi vite que possible des messages fugitifs, sans temps de réflexion et de recherche de style.
Le corps diplomatique, les organisations internationales, les tribunaux, les médias audiovisuels ont recours à des interprètes. Les systèmes d'interprétation simultanée permettent de fournir à de nombreuses personnes un discours dans leur langue alors même que l'orateur le prononce dans une autre langue.

## Terminologie
Dans une conférence, dans son sens large d'« entretien, conversation avec confrontation d'opinions », une réunion, une rencontre, un débat contradictoire dans un tribunal, l’interprétation est le service que les interprètes rendent aux participants qui ne parlent pas la même langue pour leur permettre de communiquer. L'interprétation dans la langue de destination des discours dans la langue originale est le produit de leur activité.
L’interprétariat est le métier, la carrière, la fonction des interprètes. Les professionnels préfèrent utiliser le terme d'« interprétation » plutôt que celui d'« interprétariat », en raison d'une similarité acoustique avec « secrétariat ».
Bien que le public confonde fréquemment les deux activités et que certains professionnels revendiquent la double qualité d'interprète et de traducteur, l'interprétation n'est pas la traduction. À la différence du traducteur, l'interprète rend le discours au fur et à mesure, sans savoir vers quelle conclusion il se dirige, et sans possibilité de relecture. La transcription d'une interprétation n'est pas une bonne traduction, et une bonne traduction ne peut se faire dans le temps de l'interprétation. Ces métiers exigent des qualités différentes. Pierre Kästner, interprète et enseignant, prévient ses étudiants : « le traducteur se doit d’être pinailleur. L’interprète, lui, doit tout simplement être brillant. »
La traduction à vue consiste à donner une interprétation d'un texte en langue étrangère au fur et à mesure qu'on le lit. Elle se pratique dans le contexte de conférences et comme activité pédagogique. Dans les conférences, les orateurs, soumis à une contrainte de temps, lisent fréquemment un texte, dont l'interprète peut détenir une copie, qui, si elle est remise à l'avance, permet un travail de préparation, intermédiaire entre traduction et interprétation ; mais les orateurs ne sont bien sûr pas tenus de prononcer le texte qu'ils ont remis.
Dans le sous-titrage en direct, le traducteur écoute, traduit et transcrit dans une autre langue une partie marquante des propos d'un orateur au moment où ils sont tenus, en complément de l'interprétation simultanée. Les groupements professionnels classent les activités de sous-titrage et d'adaptation pour le doublage comme des formes de traduction ou des formes d'interprétation. Sauf en direct, le traducteur peut prendre le temps nécessaire pour trouver les solutions ; mais, comme en interprétation, le temps de l'énoncé original gouverne la traduction.
Pour George Steiner:

« Un interprète, c’est un individu qui déchiffre et communique des significations. C’est un traducteur d’une langue à une autre, d’une convention de représentation à une autre. (…) l’interprétation est une compréhension en action (…). Ce type de compréhension est simultanément analytique et critique. (…) il s’agit d’un acte d’approfondissement et de réponse qui rend sensible le sens. (…) l’interprète fait l’investissement de son être dans le processus de l’exécution. »

## Technique

### Modes d'interprétation
L'interprétation peut se faire en consécutive ou en simultanée.
Dans l'interprétation consécutive, l'interprète reproduit l'intégralité du discours une fois l'intervention terminée (ou, pour les interventions longues, à des intervalles déterminés), en utilisant un système de notes simples, souvent des signes (type pictogramme) si possible détachés d'un système linguistique. En raison des contraintes de temps, il est rare que cette technique soit utilisée lorsqu'il y a plus de deux langues actives.
Dans l'interprétation simultanée, l'interprète, à l'aide d'un dispositif technique, entend à travers des écouteurs le discours tout en traduisant oralement au fur et à mesure dans un microphone. Le chuchotage est une variante de l'interprétation simultanée sans dispositif technique: l'interprète suit les interventions en salle et traduit en chuchotant à l'oreille de son ou sa délégué(e).

### Travail cognitif
L'interprète assure une restitution aussi fidèle que possible des interventions dans les différentes langues. Il doit faire preuve de souplesse, de culture, de capacité d'analyse et d'une parfaite maîtrise des langues concernées.
Comme le traducteur, l'interprète doit comprendre les deux langues dans lesquelles il travaille et les significations secondaires de leurs énoncés. Il ne peut pas limiter le texte (oral ou écrit) à son sens littéral, mais doit conserver fidèlement les sens cachés du discours original, sans introduire d'associations importunes qui le parasiteraient dans la langue de traduction.
Dans tout discours, une partie du message n'est pas énoncé mais demeure implicite. L'interprète doit donner un équivalent en s'appuyant sur une solide culture générale et en insérant çà et là les pièces spécifiques du sujet abordé. Plus importante encore est la capacité à saisir l'intention de l'orateur au-delà des simples mots. Dans un environnement multilingue, cela exige une connaissance intime non seulement des langues, mais des cultures représentées ainsi que de leurs différences. Dans une réunion multilingue, les interprètes œuvrent ainsi pour qu’elle se déroule comme si chacun parlait la même langue.
Même dans des conditions normales, cette tâche est relativement ardue. Si l'on y ajoute les difficultés de la matière traitée, les textes lus à la plus grande vitesse possible, les discours d'orateurs étrangers à la syntaxe approximative, les incidents liés au dispositif technique comme les bruits et chocs autour du microphone de l'orateur ou les accidents de contrôle du système, qui perturbent l'intelligibilité de ce qu'il entend, elle devient un exercice extrêmement éprouvant.

### Combinaisons des langues
En règle générale, les interprètes traduisent vers leur langue maternelle. Dans certains cas, ils assurent aussi une interprétation à partir de leur propre langue vers une autre langue. Dans certains cas, ils assurent une interprétation bi-active, vers leur propre langue et « retour » vers une autre langue.
Lors d'une réunion, les participants peuvent s'exprimer dans l'une des langues « passives », c'est-à dire l'une des langues à partir desquelles l'interprétation est assurée. Ils peuvent suivre les débats à travers un système de diffusion sur écouteurs sur un ou plusieurs canaux correspondant aux langues « actives », vers lesquelles l'interprétation est prévue. Lorsque le nombre de langues passives est différent de celui des langues actives on parle de couverture linguistique asymétrique.
Lorsque l’interprétation n’est pas possible en direct, on a recours au relais, c’est-à-dire à l’interprétation par l'intermédiaire d'une troisième langue : la langue source (par exemple le japonais) est d'abord interprétée vers une langue cible (par exemple l'anglais) appelée langue-pivot, puis les interprètes vers une ou plusieurs autres langues cibles (par exemple le français, l'espagnol, etc.) travaillent à partir de cette langue-pivot.
Certaines combinaisons linguistiques présentent des difficultés particulières. Par exemple, l'information essentielle pour commencer une phrase en français ne vient souvent qu'à la fin d'une phrase en allemand (verbe, négation, etc.), ce qui fait qu'il faut parler avec une phrase entière de décalage par rapport à l'original, ce qui n'est pas obligatoirement le cas entre deux langues romanes.
L'interprétation en langue des signes est utilisée pour la communication entre sourds et entendants. Elle se fait en simultanée ou en consécutive.

### Organisation en cabine
L'interprétation de conférence se pratique en simultané : installé dans une cabine insonorisée en général équipée d’une console spéciale, l'interprète restitue le discours d'orateurs dans le contexte de conférences multilingues.
Dans les cabines, les interprètes travaillent par équipes de deux minimum par langue active, trois dans une réunion comptant au moins six langues passives. Du fait de l'intense niveau de concentration requis, les interprètes se relaient toutes les 20–30 minutes. Une bonne équipe se partagera le travail, l'interprète en pause préparant par exemple les documents traités en séance pour son collègue.

### Outils
Si l'interprétation peut se pratiquer sans aucun support technique, l'interprétation simultanée fait souvent usage de systèmes de sonorisation individuels appelés « bidules », de sorte que les participants puissent écouter des versions différentes.
L'interprète travaille la plupart du temps sans prendre de notes, en mémorisant de courts passages et en les restituant dans la langue d'arrivée.
La généralisation des communications à longue distance et des téléphones portables permet l'interprétation à distance.

## Médiation interculturelle
Bien que la médiation interculturelle puisse constituer un métier distinct, l'interprétation de langue nécessite presque toujours de faire le pont entre plusieurs cultures afin d'assurer une bonne communication. Cela est particulièrement le cas quand des gens se trouvent pris dans des rapports de pouvoir à l'étranger sans maitriser les codes culturels locaux: l'interprète doit alors devenir un intermédiaire dans la relation avec l'administration, la justice ou le personnel soignant par exemple. Ce travail de médiation implique de décoder les enjeux, les violences, les attentes et les représentations des différentes personnes impliquées dans la communication. Du point de vue du service public, cette connexion à travers le travail de médiation de l'interprète est aussi cruciale pour mener à bien la mission en question, par exemple l'accueil chaleureux des immigrants.

## Domaines
L'interprétation « de liaison », ou interprétation bilatérale, se caractérise par son cadre informel (réunions de travail, visites…).

### Dans les institutions internationales
La possibilité de communiquer pour des personnes ne partageant pas la même langue est une condition indispensable au fonctionnement de toutes les institutions internationales.
Certaines d'entre elles adoptent des langues de travail, que tous les délégués doivent maîtriser. S'il y en a plusieurs, l'interprétation est assurée de et vers toutes ces langues. L'interprétation est également nécessaire pour inviter des personnes qui ne pourraient ou ne voudraient pas s'exprimer dans une autre langue que la leur.
La possibilité pour chacun d’exprimer exactement ce que l’on souhaite dans sa langue maternelle et de comprendre parfaitement ce que disent les autres est indispensable au fonctionnement de toutes les institutions internationales.

#### Union Européenne

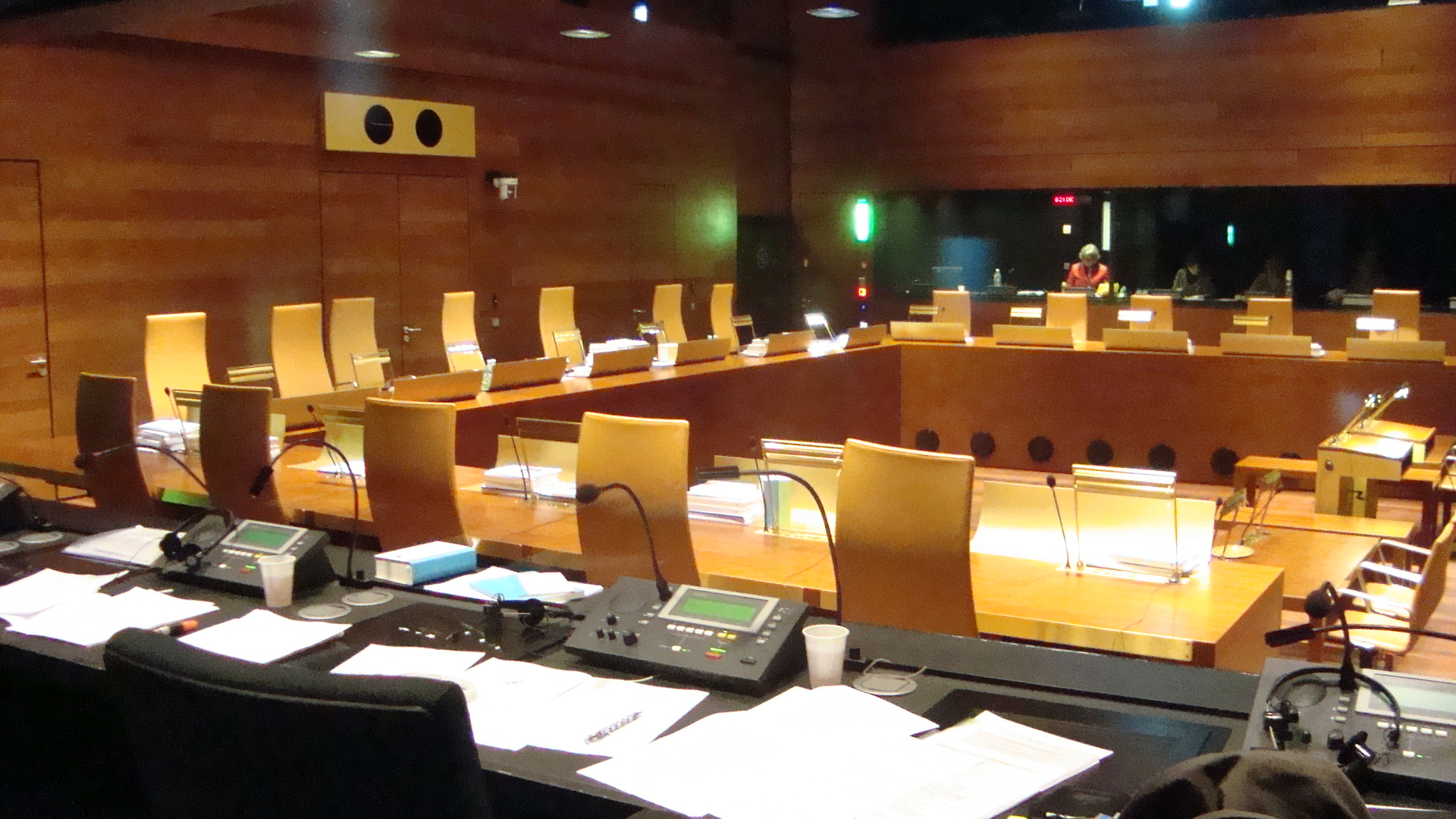
Cabine d'interprètes en salle d'audience à la Cour de justice de l'Union européenne

Afin de permettre aux experts des différents États membres de participer aux réunions de l'Union Européenne, la Direction Générale de l'Interprétation, (aussi connue comme SCIC – Service Commun Interprétation-Conférences) assure l'interprétation pour la Commission européenne, le Conseil de l'Union européenne (officieusement appelé « Conseil de ministres »), le Comité économique et social, le Comité des régions, la Banque européenne d'investissement et d'autres organes de l'Union européenne. La Cour de justice a sa propre Direction de l'interprétation. Le Parlement européen a aussi son propre service d'interprétation (DG LINC).

### Auprès des tribunaux
Dans la plupart des juridictions, tous les allophones ont le droit à un interprète dans leur relation avec la justice. C'est aussi en règle générale le cas pour les personnes de langues autochtones,.
Les interprètes et traducteurs chargés d'assurer le respect de ce droit sont officiellement désignés en France sous le nom d'experts-interprètes ou d'interprètes assermentés. Cette spécialité soumise à des contraintes et obligations particulière est organisée par des lois depuis le XIXe siècle, bien que ses origines remontent deux cents ans au moins auparavant.
Les tribunaux internationaux comme la Cour de justice européenne et la Cour pénale internationale ont un besoin constant d'interprètes et de traducteurs, tant pour l'instruction des dossiers que pour les audiences.

### En médecine
Afin de permettre la communication entre les soignants et les gens, des interprètes sont souvent appelés à travailler dans les relations de soin.

## Histoire
Anciennement, on désigne l'interprète comme truchement ou drogman.
Les interprètes sont particulièrement utiles dans les « zones de contact » entre des gens qui ne parlent pas la langue les uns des autres, et on les retrouve ainsi dans l'histoire particulièrement lors des guerres et des colonisations.
Déjà à Silla, des interprètes assistent le gouvernement. En Europe au Moyen-Âge, des interprètes sont aussi employés par les voyageurs, les clercs, les courtisans et les étrangers qui doivent faire recours à certains juges.
Avec la fondation de la Kaiserlich-königliche Akademie für Orientalische Sprachen (de) en 1754, la maison de Habsbourg entretient pour leurs services de nombreux interprètes, y compris en turc,. En France, c'est l'École des jeunes de langues et en Prusse le Seminar für Orientalische Sprachen (de).

### Monde colonial
Durant la colonisation espagnole de l'Amérique, les interprètes jouent un rôle majeur et sont omniprésents dans les compagnies religieuses, qui les appellent lenguas et les utilisent pour évangéliser. Les armées espagnoles ont aussi eu besoin d'interprètes, dont les plus célèbres sont la Malinche et Melchorejo. De manière générale, l'administration impériale espagnole fait beaucoup recours aux interprètes. De même, les procès de derecho indiano font un grand usage d'interprètes judiciaires,,.
La colonisation portugaise de l'Amérique passe aussi beaucoup par le travail des interprètes. Cela est vrai aussi dans les colonies néerlandaises en Asie du Sud Est.
Durant la colonisation britannique de l'Amérique, les interprètes jouent également un rôle important, avec par exemple Conrad Weiser. Durant l'invasion de Trinidad en 1797 (en), la capitulation est rendue possible par l'intermédiaire d'interprètes.
La colonisation de l'Afrique ne fait pas exception, et beaucoup d'interprètes sont recrutés à cet effet. Dans l'empire colonial français en Afrique, les administrateurs employaient des interprètes pour pouvoir gérer les affaires, et ces interprètes se retrouvaient ainsi dans une position particulière au sein du rapport entre colons, élites locales et populations autochtones. Dans la ville de Saint-Louis au Sénégal, où l'administration française coloniale a employé un nombre particulièrement important d'interprètes, ces enjeux étaient encore exacerbés.
L'État du Chili, après avoir écrasé les mouvements de résistance autonomistes mapuche, a mis en place un système administratif requérant l'emploi de nombreux interprètes entre 1880 et 1930.

### Seconde Guerre mondiale
Paul-Otto Schmidt, ancien interprète d'Adolf Hitler devient plus tard directeur de l’institut d’interprètes munichois SDI (Sprachen- und Dolmetscherinstitut).
L'interprétation de conférence remonte à 1918. La première application de l'interprétation simultanée eut lieu dans l'Internationale communiste et au Bureau international du travail vers la fin des années 1920. Les interprètes professionnels étaient avant la Seconde Guerre mondiale très peu nombreux. La profession a pris son essor à partir de 1945.
Durant la guerre d'Espagne, les interprètes sont mobilisés afin d'établir les communications entre hispanophones et les armées nazie et soviétique. De même, au sein du troisième Reich, des interprètes sont embauchés pour les liaisons en espagnol et en français. La corporation forcée par les nazis s'appelle Reichsfachschaft für das Dolmetscherwesen.
Les interprètes travaillant pour le Tribunal militaire international de Nuremberg et pour le Tribunal militaire international pour l'Extrême-Orient ont formé l'élite de la profession et ont constitué les équipes initiales des grandes institutions internationales.
Dans le Japon occupé par les É.U.-A. aussi, les procès ont nécessité des interprètes, et certains interprètes qui avaient servi dans l'armée japonaise pendant la guerre en ont eux-mêmes fait l'objet. De même pour les interprètes taïwanais qui avaient dû servir l'armée japonaise.

### Historiographie

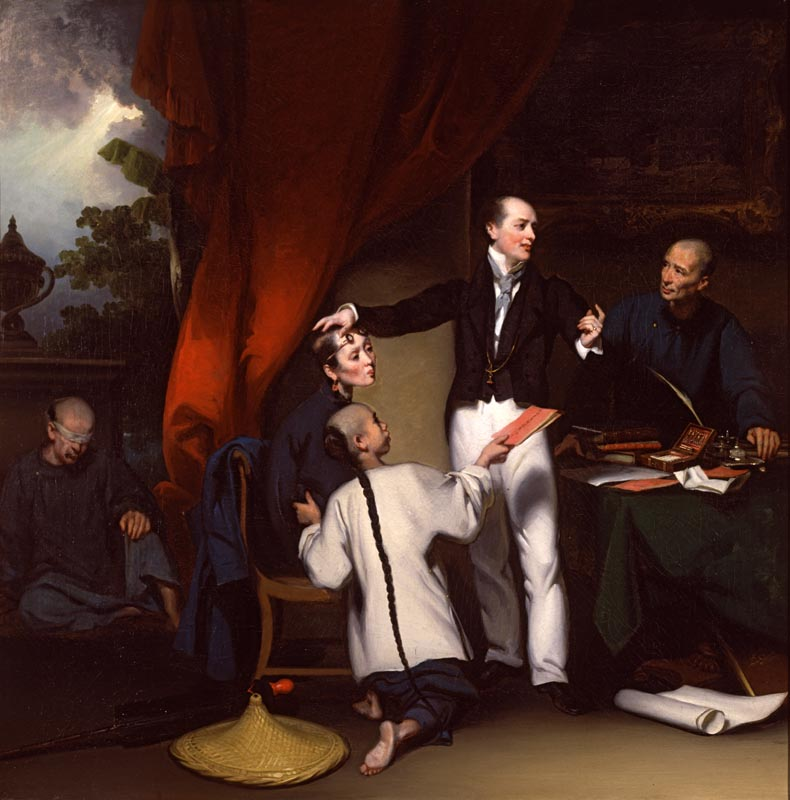
Une peinture montrant un médecin expliquant le résultat d'une opération à son serviteur, qui fait office d'interprète.

La recherche sur les différents aspects de l'histoire de l'interprétation est assez récente. Tant que l'intérêt des chercheurs s'est porté sur l'interprétation professionnelle de conférence, très peu de travaux universitaires ont été consacrés à la pratique de l'interprétation dans l'histoire, et jusqu'aux années 1990, seules quelques dizaines de publications avaient été réalisées à ce sujet.
Au regard de la quantité d'interprètes que l'on peut supposer avoir officié pendant des milliers d'années, les documents historiques sont limités. En outre, les interprètes et leur travail n'ont généralement pas trouvé leur place dans les livres d'histoire. L'une des raisons en est la domination de l'écrit sur la parole (dans le sens où ceux qui ont laissé des textes écrits sont plus susceptibles d'être enregistrés par les historiens),. Un autre problème est la tendance à considérer l'interprétation comme une activité de soutien ordinaire qui ne nécessite pas d'attention particulière, et le statut social des interprètes, qui ont parfois été traités injustement par les scribes, les chroniqueurs et les historiens,.
Notre connaissance du passé de l'interprétation provient généralement de lettres, de chroniques, de biographies, de journaux et de mémoires, ainsi que de divers autres documents et ouvrages littéraires, dont la plupart (à quelques exceptions près) n'avaient qu'un rapport accessoire ou marginal avec l'interprétation,.

## Association internationale des interprètes de conférence (AIIC)
De nombreux interprètes de conférence (indépendants et fonctionnaires) sont membres de l’Association Internationale des Interprètes de Conférence (AIIC) fondée en 1953. L'AIIC est la seule organisation représentative de la profession sur le plan mondial. Elle rassemble aujourd'hui plus de 3000 interprètes de conférence professionnels établis dans plus de 80 pays. À noter : depuis 2012, les interprètes en langues des signes peuvent devenir membres de l'AIIC.
CTTIC
Fondé en 1970, le CTTIC (Conseil des traducteurs, terminologues et interprètes de Canada) est l'héritier direct de la Société des traducteurs et interprètes du Canada (STIC), elle-même fondée en 1956. Le CTTIC est une fédération regroupant aujourd'hui sept organismes provinciaux et territoriaux dont l'une d'eux - l'Association des traducteurs et interprètes de l'Ontario (ATlO) est une des sociétés fondatrices, avec l'Ordre des traducteurs, terminologues et interprètes agréés du Québec (OTTIAQ).

## Par langues

### Langues des signes
Comme les gens qui signent sont souvent confrontés à des gens qui ne parlent que des langues orales, une interprète en langue des signes est souvent nécessaire.